# Coenraad Zuidema
Coenraad Zuidema de vegades citat com a Coen Zuidema (Surakarta, Indonèsia, 29 d'agost de 1942) és un jugador d'escacs neerlandès que té el títol de Mestre Internacional des de 1964.

## Biografia
Zuidema va estudiar matemàtiques a la Universitat Lliure d'Amsterdam del 1960 al 1968. Des de 1974 fins a la seva jubilació, va treballar per a IBM.
Coen Zuidema va participar en diversos tornejos d'escacs molt competitius, inclosos els de Tel-Aviv, Sant Petersburg i Belgrad. El 1963 va guanyar el primer Campionat d'Europa d'escacs juvenil (Trofeu Niemeyer per a menors de 20 anys). El 1964 va obtenir el títol de Mestre Internacional de la FIDE. El 1972, va guanyar el Campionat d'escacs dels Països Baixos (també va empatar al primer lloc, però perdé el desempat, els anys 1965 i 1973).
La seva qualificació Elo no ha canviat des de 1977 i és de 2450, el màxim que va assolir. La seva millor valoració històrica estimada d'Elo abans de la introducció de la qualificació Elo és 2507, que va aconseguir el juliol de 1966.